# East Lancashire derby
L'East Lancashire derby (également appelé Cotton Mill derby) est le nom donné au derby entre les clubs du Blackburn Rovers F.C. et du Burnley F.C.. Cette rivalité se réfère à l'antagonisme entre les principaux clubs de football du Sud-Est du Lancashire, en Angleterre.
Le bilan des confrontations est à l'avantage de Burnley qui a gagné 48 matchs, contre 45 pour Blackburn.
Blackburn a remporté 13 titres dans des compétitions nationales, alors que Burnley en a remporté 10 dans des compétitions nationales.
Depuis quelques années, des arrestations ont régulièrement lieu pendant ou après les matchs.

## Statistiques

### Général
|             | Victoires de Blackburn | Matchs nuls | Victoires de Burnley |
| ----------- | ---------------------- | ----------- | -------------------- |
| Championnat | 42                     | 18          | 45                   |
| FA Cup      | 3                      | 2           | 2                    |
| League Cup  | 0                      | 0           | 1                    |
| Total       | 45                     | 20          | 48                   |

Pre-League Friendlies sont inclus dans les matches du championnat.

### Palmarès
| Compétition           | Blackburn | Burnley |
| --------------------- | --------- | ------- |
| Championnat           | 3         | 2       |
| Championnat D2        | 1         | 3       |
| Championnat D3        | 1         | 2       |
| Championnat D4        | 0         | 1       |
| FA Cup                | 6         | 1       |
| League Cup            | 1         | 0       |
| Full Members Cup      | 1         | 0       |
| Coupe anglo-écossaise | 0         | 1       |
| Total                 | 13        | 10      |

### FA Cup
| Stade      | Date            | Affluence | Vainqueur | Score |
| ---------- | --------------- | --------- | --------- | ----- |
| Ewood Park | 8 mars 1913     | -         | Burnley   | 0-1   |
| Ewood Park | 8 mars 1952     | -         | Blackburn | 3-1   |
| Ewood Park | 28 mars 1959    | -         | Burnley   | 1-2   |
| Turf Moor  | 12 mars 1960    | 51 501    | Match nul | 3-3   |
| Ewood Park | 16 mars 1960    | -         | Blackburn | 2-0   |
| Turf Moor  | 20 février 2005 | 21 468    | Match nul | 0-0   |
| Ewood Park | 1er mars 2005   | 28 691    | Blackburn | 2-1   |

### League Cup
| Stade      | Date         | Affluence | Vainqueur | Score |
| ---------- | ------------ | --------- | --------- | ----- |
| Ewood Park | 23 août 2017 | 16,313    | Burnley   | 0-2   |

## Records
- Plus grand nombre de buts en un match: 11 (Blackburn-Burnley: 8-3)
- Plus grande victoire de Blackburn: 7-1
- Plus grande victoire de Burnley: 6-0

## D'un club à l'autre

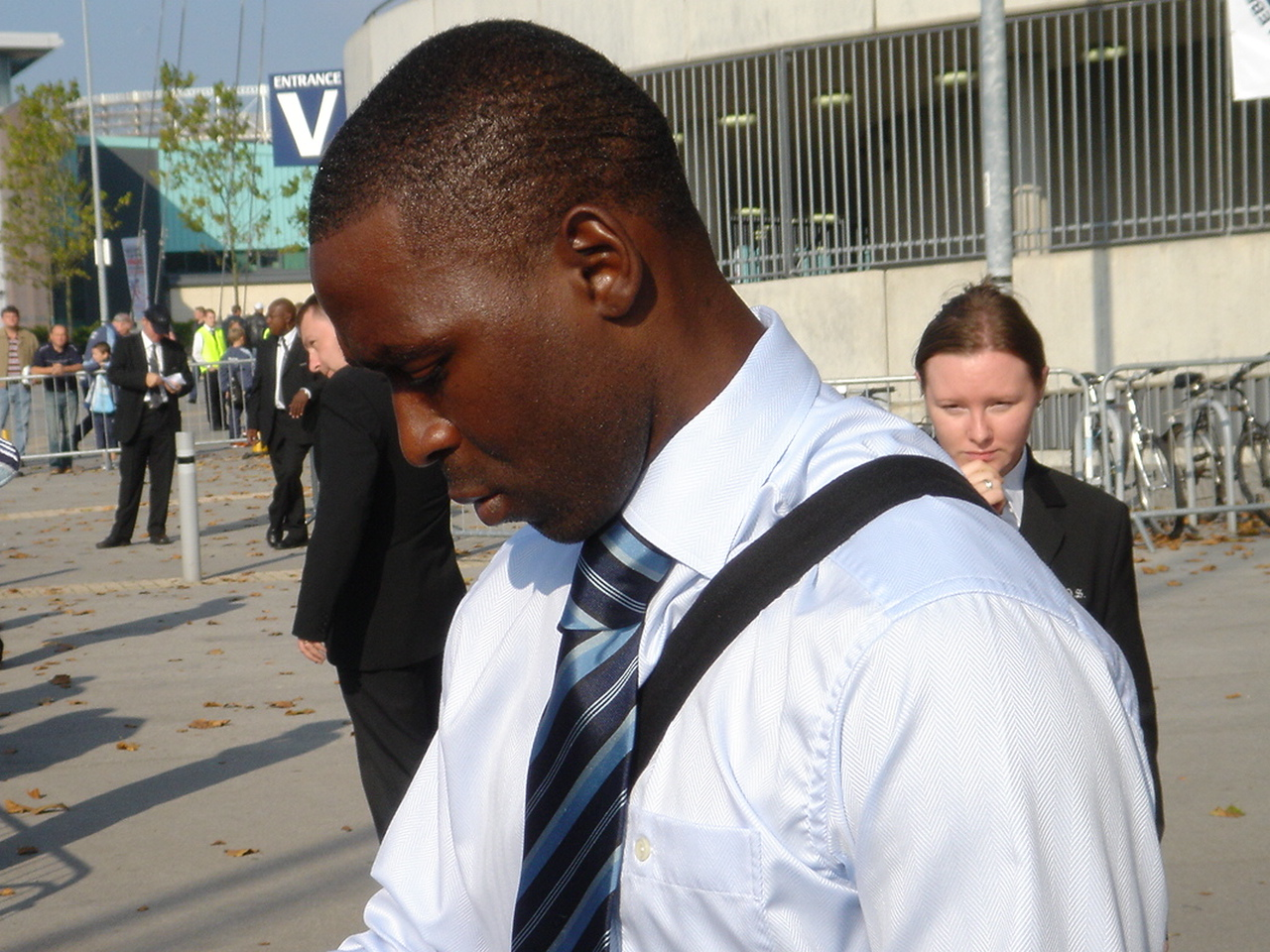
Andy Cole est l'un des derniers joueurs à avoir joué pour les deux clubs.

| - Andy Cole - Paul Comstive - Graham Coughlan - Gordon Cowans - Arthur Cunliffe - Peter Devine - David Hamilton - Kevin Hird - Lenny Johnrose - Alan Mahon - Andy Marriott - David May - James McEveley - Keith Newton - Andy Todd - Keith Treacy | - Jim Appleby - Eric Binns - Adam Blacklaw - Jack Bruton - Marshall Burke - John Connelly - Walter Joyce - Johnny Price - Roy Stephenson |